# The Lord of the Rings Online
The Lord of the Rings Online: Shadows of Angmar (forkortet LotRO) er det første Ringenes Herre MMORPG (Massively Multiplayer Online Role Playing Game) computerspil, som er baseret på J.R.R. Tolkiens eventyr-univers. Det blev udgivet i det meste af verden den 24. april 2007 med undtagelse af Kina, som først fik fornøjelse af det i slutningen af 2007. Spillet blev gjort helt gratis at spille i 2010 d. 10 september
Spillet er udviklet af Turbine, Inc. og blev i Europa udgivet af Codemasters. Spillet er helt gratis, og i modsætning til de fleste MMORPG kræver spillet ikke et beløb om måneden. I april 2007 blev der annonceret en udvidelsespakke, Mines of Moria, som efter planen udkommer i efteråret 2007.

## Om spillet
Turbine, Inc. har rettighederne til at udvikle computerspil baseret på Hobbitten og alle tre Ringenes Herre-bøger. EA Games, som også har lavet en række Ringenes Herre-computerspil, har derimod købt retten til at lave computerspil ud fra Peter Jacksons tre spillefilm. I februar 2008 lavede Turbine Inc. en aftale med Tolkien Enterprise om at forlænge deres licens til at lave spil baseret på bøgerne indtil 2014.
Ved spillets udgivelse i 2007 kunne man dog langt fra opleve alle områderne som beskrives i de fire bøger. Det var kun Eriador som kunne udforskes. Eriador går fra De Blå Bjerge(The Blue Mountains/Ered Luin) i vest til Tågebjergene(The Misty Mountains) i øst. I dette område finder man blandt andet The Shire, Bree og Rivendell, som alle kan besøges i spillet.
I udvidelsen, Mines of Moria, vil man eftersignede kunne besøge Eregion, Moria og dele af Lorien.
I LOTRO vil man ikke kunne spille som f.eks. Frodo Baggins eller andre kendte personer fra universet. Spillerne opretter deres egen karakter og får på den måde en vis frihed til at udforske spilverden, frem for at skulle følge historien fra bøgerne. Man får dog mulighed for at møde mange af de kendte personer og man kan følge hobbitternes færden fra Herredet, Bree og Kløvedal. I Kløvedal kan man derudover også møde ligefra Gandalf til Legolas, men dette ændre sig formentligt når Mines of Moria udkommer. Spillere får mulighed for at påvirke krigen om ringen, bl.a. gennem de så kaldte ’Books’. Books er en serie af quests (missioner) hvor man følger en historie, og skal hjælpe både Strider og Elrond på forskellig vis.

## Figurer
Spillere opretter en karakter, også kaldet avatar, som de kan bruge til at bevæge sig rundt i universet. Derudover kan alle karakter angribe med forskellige evner, alt efter hvilken class og race de har valgt. Man opnår levels ved at få experience points (XP), som kan fås ved at klare quests,
dræbe monstre mm. Det højeste level er 50, men i Mines of Moria kan man opnå level 60.

### Classes og races
I LOTRO kan man spille som dværg, elver, hobbit eller som menneske. Med undtagelse af dværg, kan man vælge både mand og kvinde for alle racerne.
Udover valg af race skal man også vælge en class. Det er dog forskelligt hvilken class de enkelte racer kan benytte, og pt. vides det ikke hvilke racer Rune-keeper og Warden kan spilles af.
|          | Burglar | Captain | Champion | Guardian | Hunter | Lore-master | Minstrel | Rune-keeper (MoM) | Warden (MoM) |
| -------- | ------- | ------- | -------- | -------- | ------ | ----------- | -------- | ----------------- | ------------ |
| Dværg    | Nej     | Nej     | Ja       | Ja       | Ja     | Nej         | Ja       | Ja                | Nej          |
| Elver    | Nej     | Nej     | Ja       | Ja       | Ja     | Ja          | Ja       | Ja                | Ja           |
| Hobbit   | Ja      | Nej     | Nej      | Ja       | Ja     | Nej         | Ja       | Nej               | Ja           |
| Menneske | Ja      | Ja      | Ja       | Ja       | Ja     | Ja          | Ja       | Nej               | Ja           |

### Traits
Traits, eller karaktertræk, er en speciel række evner som lader spillere udvikle deres figur i forskellige retninger. Traits kan opdeles i virtues, racial traits, class traits og legendary traits. Alle traits opnås på forskellig vis, f.eks. gennem quests og deeds. Et trait kan bl.a. forøge den skade en figur giver til monstre.

### Deeds
Deeds(gerninger) er en række bedrifter som man kan opnå ved f.eks. at dræbe monstre, ved at udforske verden eller ved at øve sig i at bruge sine skills/evner. På den måde kan man få virtues og racial/class traits. Visse deeds belønner spillere med en titel, så andre spillere kan se hvad man har opnået. F.eks. får man titlen ’Fur-cutter’ for at dræbe tredive ulve i The Shire.

### Titler
Man kan opnå titler på mange måder i LOTRO. Bl.a. via deeds, eller ved at øve sig i crafting. En titel bliver vedhæftet spillerens navn. F.eks. vil en spiller som er født i Dunkelskov kunne benytte titlen ’Legolas of Mirkwood’. Eksempeler på titler:
- Legolas, Apprentice Tailor (opnås ved at træne tailoring)
- Legolas the Wary (opnås ved at blive level 5 uden at dø)
- Aragorn, son of Arathorn (opnås ved at angive ens slætninge via den stamtræs-funktion som findes i spillet)
- Aragorn, Troll-Slayer (opnås ved at dræbe trolde i Trollshaws)

## Spilelementer
The Lord of the Rings Online har en række gameplay elementer som er kendt blandt MMORPGs, men har også bragt nye på banen.

### Conjunctions
Conjunction er et relativt nyt begrebet, som ikke er set i MMORPGs før. En conjunction er en slags skill som alle spillere i et fellowship kan deltage i at aktivere. Burglars har bl.a. nogle skills som kan starte sådan en conjunction på et monster. En conjunction fungere ved at spillerne vælger mellem fire farver(rød, grøn, gul og blå). Conjunction har forskellige effekter, alt efter hvilken kombination af farver som benyttes. Hvis spiller 1 vælger grøn, spiller 2 gul og spiller 3 blå (ikke alle seks personer i et fellowship behøver at hjælpe), så giver den en anden effekt end hvis alle tre valgte gul. Hvis en conjunction kordineres godt og man vælger en god kombination kan man bl.a. fremkalde en NPC, som kæmper sammen med spillerne i noget tid.
Hvis farverne bruges alene giver rød ekstra skade til monstret. Grøn healer spillerne over tid. Gul giver monstret en DoT(Damage over Time). Blå giver power tilbage til spilleren.

### PvMP
Player versus Monsterplay (PvMP) er Turbine, Inc.s måde at introducere PvP til LotRO.

### Musik
LotRO giver spillerne mulighed for at lære at spille på musikinstrumenter. Når man opnår et vis level, kan man via ens træner lære at spille på de enkelte instrumenter. Dernæst kan man tage instrumentet i hånden og spille et antal toner. Ved at trykke på 1-8 (på tastaturet) kan spille forskellige toner – man kan også holde shift- eller controltasten nede for at få andre toner. Derudover kan man også 'optage' det man spiller, som gemmes i en fil på ens computer. Senere kan man så afspille filen inde i spillet, og på den måde vise andre spillere hvad man har komponeret.
På Lotro Music Arkiveret 31. marts 2008 hos  Wayback Machine kan man downloade en masse sange, som andre spillere har optaget.

### Housing
Man kan købe et hus når man når level 10. Huse kan købes i de fire forskellige start områder, atlså Herredet/The Shire, Thorin's hall, Falathlorn og Bree/Bri. Der er 3 forskellige slags huse som man kan købe, det 1. er et lille en-mands hus, det 2. er et luksus hus, og det sidste er et gruppe/kinship hus som man kan købe når ens Kinship når rang/niveau 7. Husene har så også forskellige priser. Man skal som i den virelige verden også betale husleje, og det er for hver uge. Husleje kan dog forudbetales. Man kan derudover også købe møbler og dekorationer til husene. Spillerne bor i forskellige nabolag, så der er huse nok. I nabolagene er der NPC's/computer-styrede-figure og de sælger vare billigerer end andre/normale NPC's.

## Andre elementer
Valuta
Møntsorten i LOTRO er opdelt i kobber-, sølv- og guldmønster. 100 kobbermønter svarer til 1 sølvmønt, og 1000 sølvmønter svarer til 1 guldmønt.
Mount
Det er, som i mange andre MMORPGs, muligt at få et mount (ridedyr). Når man når til level 35, kan man tage en række quests, som til sidst giver mulighed for at købe et mount. Dværge og hobbitter kan købe en pony, hvorimod elvere og mennesker kan benytte almindelige heste.
Kinship
Kinships er hvad man i andre spil kaldes for klaner og guilds. Man kan til enhver tid blive medlem af et kinship, eller selv oprette et når man bliver level 5. Med tiden vil et kinship få adgang til flere funktioner jo ældre det bliver. Man starter ud med at have en kinship-chat, som kan benyttes overalt i spiluniverset. Senere hen får man adgang til kinship-auktioner, kinship-huse mm.
Fellowship
Et fellowship er en gruppe på op til seks spillere. Kendes i andre MMORPGs som en gruppe eller et party.
Raid
Et raid er en 'stor gruppe' på op til fire fellowships (dvs. 24 spillere). Oftest bruges raids når man står over for mange eller stærkt overlegnede monstre eller fjender. Det kan være både i PvMP eller i raid-instances såsom 'The Rift of Nûrz Ghâshu', hvilket er en 12-mands raid instance.
Instances
Instances bruges meget i LotRO. En instance er en kopi af et område i spillet, som en begrænset mængde spillere af adgang til. For at kunne træde ind i en bestemt instance, skal man evt. have en bestemt quest.
*Spoiler* Når man f.eks. opretter en ny menneske figur, starter man i en instance af Archet(Arsjet – en by nær Bree) hvor man bl.a. oplever at en flok skurke planlægger at brænde byen ned. I denne instance kan man så opleve Arsjet 'ubrændt'. Men når man forlader instancen, hvilket man gør omkring level 6, så kommer man ud i den 'virkelige' LotRO-verden hvor man kan se at Arsjet er blevet brændt ned af skurkene.
*Spoiler* På en anden måde er der oprettet en instance i et kroværelse i Den Stejlende Pony. Her kan man på lavt level gå ind og få en quest af Gandalf før han rejser efter Hobbitterne og Traver. Når questen er klaret fortæller Butterbur at Gandalf er rejst, så man kan ikke gå ind i kroværelset(instancen) længere – på den måde virker det mere realistisk overfor historien.

## Udvikling
Turbine, Inc. vil løbende udvikle nyt indhold til The Lord of the Rings Online. Både gennem gratis ’Books’ og udvidelsespakker.

### Udvidelsespakker
Mines of Moria er den første udvidelsespakke og blev udgivet den 17. november 2008. Bl.a. kunne man nu opnå level 60, udforske nye områder heriblandt Morias miner og Lorien. Derudover kom der masser af nyt indhold til crafting, PvMP mm. To nye classes blev også bragt på banen, nemlig Warden og Rune-Keeper.
Siege of Mirkwood er den anden udvidelsespakke og blev udgivet den 9. december 2009. Level grænsen blev løftet til level 65 og det blev muligt at besøge Dunkelskov(Mirkwood). Derudover blev der tilføjet meget andet indhold deriblandt skirmishs.

### Patchs/Books
Patchs er en kendt måde at rette bugs og levere nye elementer i MMORPGs. I LotRO kaldes patchs for books, og udover at bidrage med nye quests, områder og spilelementer, så kommer der er en nye serie 'episke quests'. Disse episke quests kaldes også for 'epic books'.

### Free-to-play
I september 2010 blev free-to-play annonceret. Dette laver spillets abonnement-system markant om, da man nu kan spille mange dele af LOTRO gratis. Der vil dog fortsat være fordele for både hidtidige og fremtidige abonnenter. Den 25. oktober startede stress testen af de nye free-to-play servere. Den 2. november 2010 blev The Lord of the Rings Online gratis at spille i Europa. 

## Ekstern henvisning
- Lord of the Rings Online.com –Den officielle hjemmeside
- Lord of the Rings Online – Europe Arkiveret 6. april 2007 hos  Wayback Machine – Den officielle europæiske hjemmeside
- Lorebook Arkiveret 6. september 2008 hos  Wayback Machine – Den Officielle Wiki
- Lotro.dk – Et dansk fansite